# برقوق الحاج
برقوق الحاج (بالإنجليزية: El Hadj Bergoug) مواليد بني عباس هو لاعب كرة اليد جزائري يلعب حارس المرمى ويشارك في البطولة الوطنية.
بدأ مسيرته مع الفريق المحلي لبني عباس، وبعد حصوله على شهادة البكالوريا إنتقل إلى تلمسان لإكمال دراسته. التحق بفريق كرة اليد في الجامعة الذي فاز بالعديد من الانتصارات معه.
مهاراته الكبيرة وإمكاناته جعلته هدفاً لقادة نادي شبيبة القبائل لكرة اليد الذين وقع معهم عقداً.